# Clase Yu2001

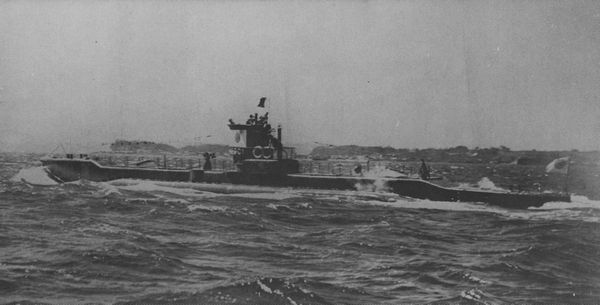
Submarino clase Yu2001

La Clase Yu2001 fue un tipo de submarinos de transporte diseñados por el Ejército Imperial Japonés durante la Segunda Guerra Mundial. Su cometido era reabastecer a las guarniciones japonesas destacadas en las islas del Pacífico.
Se trataba de una versión mejorada de la precedente Clase Yu1001, sin variar esencialmente ninguna de sus características, siendo lo más destacable que la construcción se llevó a cabo en Tokio, en lugar de en Jinsen, Corea. Tan sólo una unidad llegó a ser botada durante 1945, el Yu2001, mientras que la otra unidad iniciada, el Yu2002, quedó incompleta cuando finalizó la guerra.

## Características
- Desplazamiento: 392 toneladas en superficie
- Eslora: 49 m
- Propulsión: 2 hélices, dos motores diésel de 700 CV en superficie
- Velocidad: 12 nudos en superficie, 5 nudos en inmersión